# Дихромат железа(III)
Дихромат железа(III) — неорганическое соединение, 
соль железа и дихромовой кислоты с формулой Fe2(Cr2O7)3,
красно-коричневые кристаллы,
растворяется в воде.

## Физические свойства
Дихромат железа(III) образует красно-коричневые кристаллы.
Растворяется в воде.